# Portugiesische Badmintonmeisterschaft 2013
Die Portugiesische Badmintonmeisterschaft 2013 fand vom 15. bis zum 16. Juni 2013 in Caldas da Rainha statt. Es war die 56. Austragung der nationalen Titelkämpfe in Portugal.

## Austragungsort
- Centro de Alto Rendimento (CAR), Caldas da Rainha

## Sieger und Platzierte
| Disziplin    | Gold                          | Silber                      | Bronze                        |
| ------------ | ----------------------------- | --------------------------- | ----------------------------- |
| Herreneinzel | Pedro Martins                 | Nuno Santos                 | Rafael Lopes                  |
| Herreneinzel | Pedro Martins                 | Nuno Santos                 | Tomás Nero                    |
| Dameneinzel  | Telma Santos                  | Ana Moura                   | Vânia Leça                    |
| Dameneinzel  | Telma Santos                  | Ana Moura                   | Helena Pestana                |
| Herrendoppel | Fernando Silva Hugo Rodrigues | Luís Baía Miguel Pinto      | Rafael Lopes Tomás Nero       |
| Herrendoppel | Fernando Silva Hugo Rodrigues | Luís Baía Miguel Pinto      | Bruno Carvalho Rúben Vieira   |
| Damendoppel  | Ana Moura Telma Santos        | Filipa Lamy Vânia Leça      | Ana Reis Dalila Belém         |
| Damendoppel  | Ana Moura Telma Santos        | Filipa Lamy Vânia Leça      | Ana Amaral Ana Isabel Almeida |
| Mixed        | Pedro Martins Ana Moura       | Hugo Rodrigues Telma Santos | Tomás Nero Catarina Cristina  |
| Mixed        | Pedro Martins Ana Moura       | Hugo Rodrigues Telma Santos | Rafael Lopes Ana Reis         |

## Finalergebnisse
| Disziplin    | Sieger                        | Finalist                    | Ergebnis    |
| ------------ | ----------------------------- | --------------------------- | ----------- |
| Herreneinzel | Pedro Martins                 | Nuno Santos                 | 21-17 21-8  |
| Dameneinzel  | Telma Santos                  | Ana Moura                   | 21-13 21-11 |
| Herrendoppel | Fernando Silva Hugo Rodrigues | Luís Baía Miguel Pinto      | 21-18 21-14 |
| Damendoppel  | Ana Moura Telma Santos        | Filipa Lamy Vânia Leça      | 21-17 21-18 |
| Mixed        | Pedro Martins Ana Moura       | Hugo Rodrigues Telma Santos | 21-15 22-20 |